# Huawei Watch
Huawei Watch ist eine Reihe von Smartwatches, welche von Huawei entwickelt wurden. Die älteren Modelle liefen mit dem, von Google entwickelten, Betriebssystem Wear OS, die neueren mit HarmonyOS. Das erste Modell wurde am 1. März 2015 auf dem Mobile World Congress vorgestellt und kam am 2. September 2015 auf den Markt. Es handelt sich um die erste Smartwatch von Huawei. Mittlerweile existieren viele Nachfolgemodelle.

## Modelle

### Erstes Modell
Die Form der ersten Huawei Watch beruht auf dem runden Design traditioneller Uhren. Der AMOLED-Bildschirm mit einer Diagonale von 42 mm besitzt eine Auflösung von 400 × 400 Pixeln und somit eine Pixeldichte von 285,7 ppi. Das Gehäuse besteht aus 316L rostfreiem Edelstahl und ist vorne mit Saphirglas bedeckt.
Die Uhr nutzt einen 1,2 GHz Qualcomm Snapdragon 400 Prozessor, hat 512 MB RAM und 4 GB interner Speicher. Sie weist ein Gyroskop, Beschleunigungssensor, Vibrationsmotor und ein Herzfrequenzmessgerät auf. Sie unterstützt sowohl Wi-Fi und Bluetooth 4.1 LE, allerdings kein GPS. Um die GPS Funktionalität nutzen zu können, wird ein per Bluetooth verbundenes Smartphone benötigt. Um die Uhr aufzuladen, platziert man sie auf der mitgelieferten magnetischen Ladestation.

### Huawei Watch D
Die Huawei Watch D kam Oktober 2022 in den deutschen Handel, wurde aber schon auf der IFA 2022 gezeigt. Die Smartwatch hat die Form eines länglichen Rechteck und wiegt 91,5 Gramm. Das OLED-Display der Smartwatch löst mit 456×280 Pixeln auf.
Als Funktechniken sind in der Smartwatch WLAN, NFC und Bluetooth 5.1 verbaut. Die Standortermittlung findet per GPS statt. Sie hat außerdem, nach Angaben von Huawei, eine Akkulaufzeit von 7 Tagen. Ein Herausstellungsmerkmal der Huawei Watch D soll ihre Blutdruckmessung und EKG-Analyse sein. Die Computerzeitschrift c’t kommt, aufgrund von Schwankungen, zur Ansicht, dass die Smartwatch nicht zum medizinischen Einsatz tauge, aber die Leistung zum Erkennen von Tendenzen ausreicht.

## Software
Die Huawei Watch(es) laufen mit Wear OS oder HarmonyOS und sollen mit der App Huawei Health per Bluetooth verbunden werden. Die App ist nicht im Google Play Store verfügbar und muss daher, für Android Smartphones, aus der Huawei App Gallery oder als APK heruntergeladen werden. Die App funktioniert  auf Geräten mit iOS (13.0 und höher) oder mit Android (6.0 und höher). In der App können zum Beispiel die Messwerte der Uhr eingesehen werden oder neue Ziffernblätter hinzugefügt werden. Die App ist zur Einrichtung der Uhr zwingend erforderlich.